# Barton Fink
Barton Fink este un film dramatic de comedie american din 1991 regizat de Joel Coen. În rolurile principale joacă actorii John Turturro și John Goodman.
Are loc în anul 1941, cu John Turturro în rolul titular al unui tânăr dramaturg din New York City angajat ca scenarist la un studio de film (Capitol Pictures) din Hollywood, și cu John Goodman în rolul lui Charlie Meadows, un vânzător de asigurări, vecinul său la ieftinul Hotel Earle din Los Angeles.

## Distribuție
- John Turturro – Barton Fink
- John Goodman – Charile Meadows
- Michael Lerner – Jack Lipnick
- Judy Davis – Audrey Taylor
- John Mahoney – W.P. Mayhew
- Tony Shalhoub – Ben Geisler
- Jon Polito – Lou Breeze
- Steve Buscemi – Chet
- David Warrliow – Garland Stanford
- Richard Portnow – detectivul Mastrionotti
- Christopher Murney – detectivul Deutsch